# Villa rustica (Wiesenbach/Baden)
Die Villa Rustica, ein ehemaliger  römischer Gutshof und heutiges Bodendenkmal, liegt nordöstlich von Wiesenbach, einer Gemeinde des Rhein-Neckar-Kreises in Baden-Württemberg.

## Lage

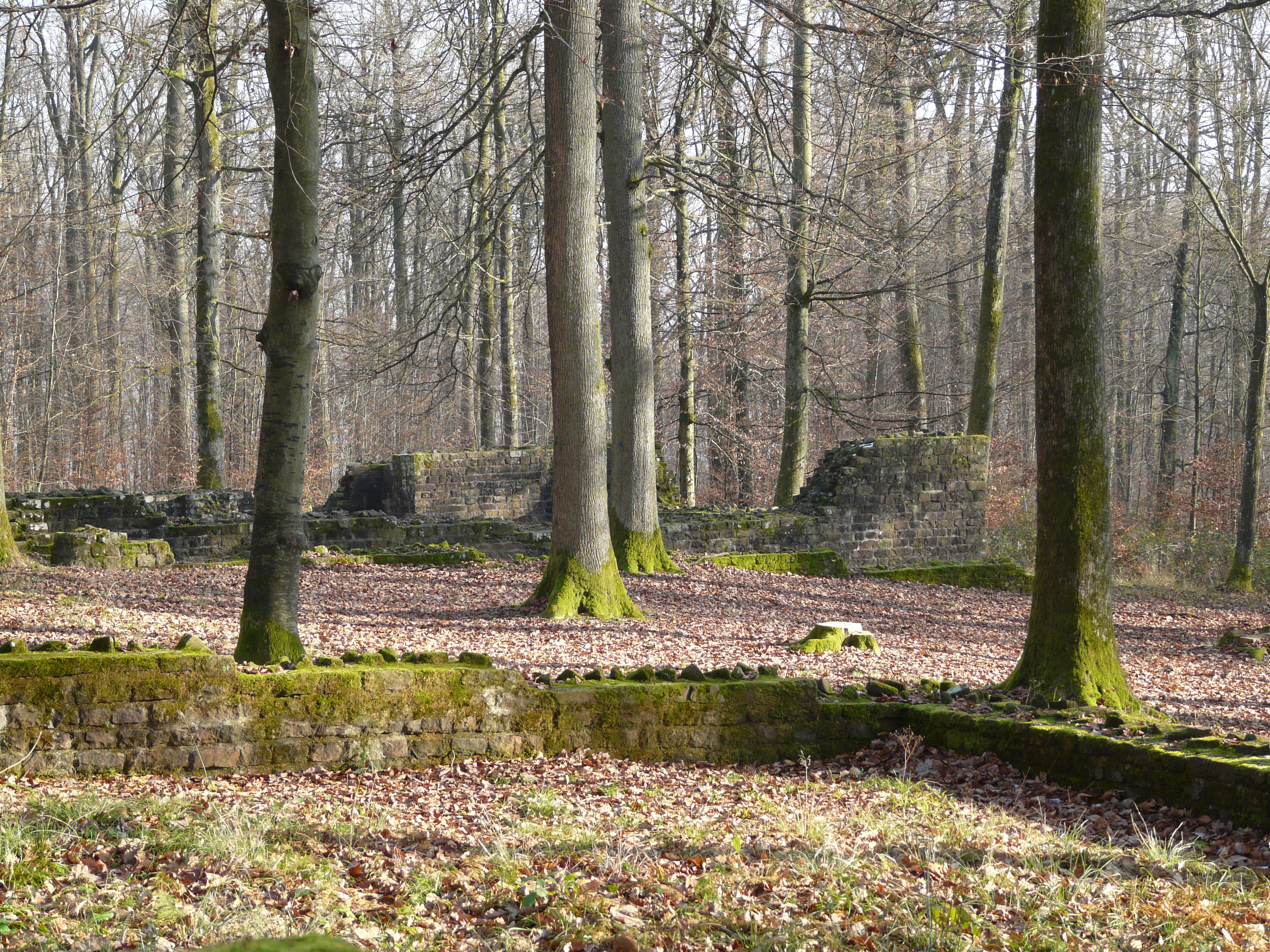
Topographische Situation

Die Villa Rustica von Wiesenbach befindet sich in einem „Herrenwald“ genannten Forst, gut zwei Kilometer nordöstlich von Wiesenbach und anderthalb Kilometer südöstlich von Neckargemünd. Sie liegt an einem nach Süden hin abfallenden Hang in einem Bereich des Geländes, das im Gegensatz zur gesamten Umgebung nicht von natürlichen Wasserablaufrinnen zerfurcht ist.
In antiker Zeit befand sie sich hier nur unweit nördlich der Fernstraße, welche die römischen Siedlungszentren Ladenburg (Lopodunum) und Heidelberg (dessen lateinischer Name unbekannt ist) über Bad Wimpfen (Vicus von Bad Wimpfen) mit dem Obergermanisch-Rätischen Limes bei Osterburken (Kastell Osterburken) verband. Zahlreiche weitere römische Funde und Befunde in der Umgebung der Villa sprechen für eine dichte Besiedlung dieses Gebietes in römischer Zeit.

## Forschungsgeschichte

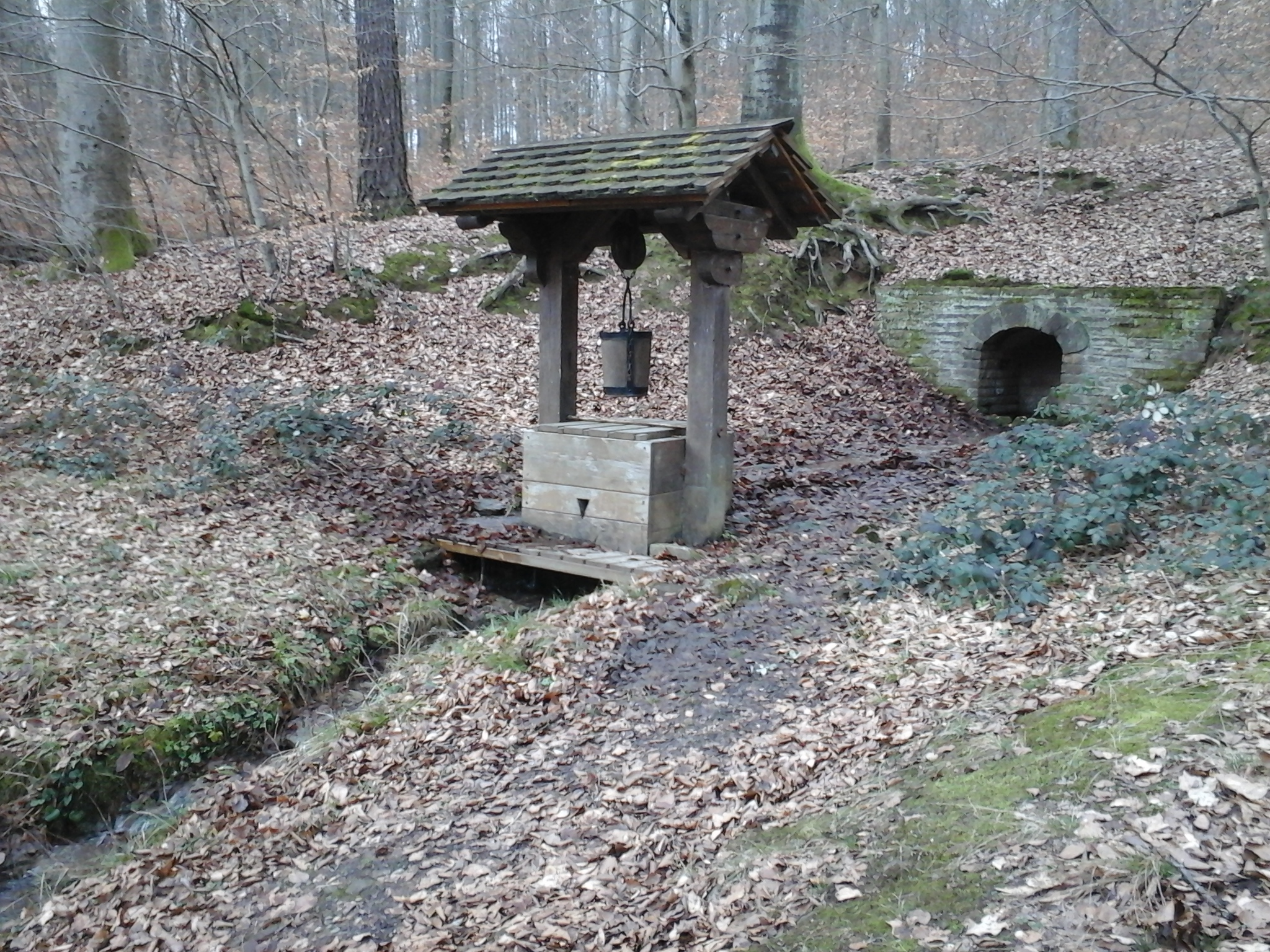
Rekonstruierter römischer Kastenbrunnen an der Nonnenbachquelle

Nach dem zufälligen Fund eines in unmittelbarer Nähe befindlichen römischen Kastenbrunnens im Jahre 1969 wurden die Gebäude der eigentlichen Villa Rustica bei einer planmäßigen Geländebegehung 1970 entdeckt und in den Jahren 1972 bis 1974 durch Berndmark Heukemes, seinerzeit Oberkonservator am Kurpfälzischen Museum Heidelberg, erstmals archäologisch untersucht. Der Schwerpunkt der Untersuchungen lag auf dem Hauptgebäude und den Umfassungsmauern der Anlage. Im Anschluss an diese ersten Ausgrabungen wurden die Mauern des Hauptgebäudes konserviert und der anfangs entdeckte Brunnen rekonstruiert. Weitere wissenschaftliche Grabungen wurden in den Jahren 1978, 1980 und 1981 vorgenommen. Hierbei standen wiederum die Umfassungsmauern und neuerdings eines der Wirtschaftsgebäude im Vordergrund. Danach wurden die Grabungstätigkeiten vorläufig eingestellt, da die Erhaltung der Befunde als Bodendenkmal nicht gefährdet war. 1994 erfolgte im Rahmen einer Diplomarbeit an der Fachhochschule Karlsruhe noch eine umfassende Vermessung des gesamten Geländes, durch die ein detaillierter topographischer Plan der Anlage erstellt werden konnte.

## Befunde
Die Ausgrabungstätigkeiten förderten den mindestens zweiphasigen Baukomplex einer Villa Rustica zu Tage.

### Einfriedung und Wirtschaftsgebäude

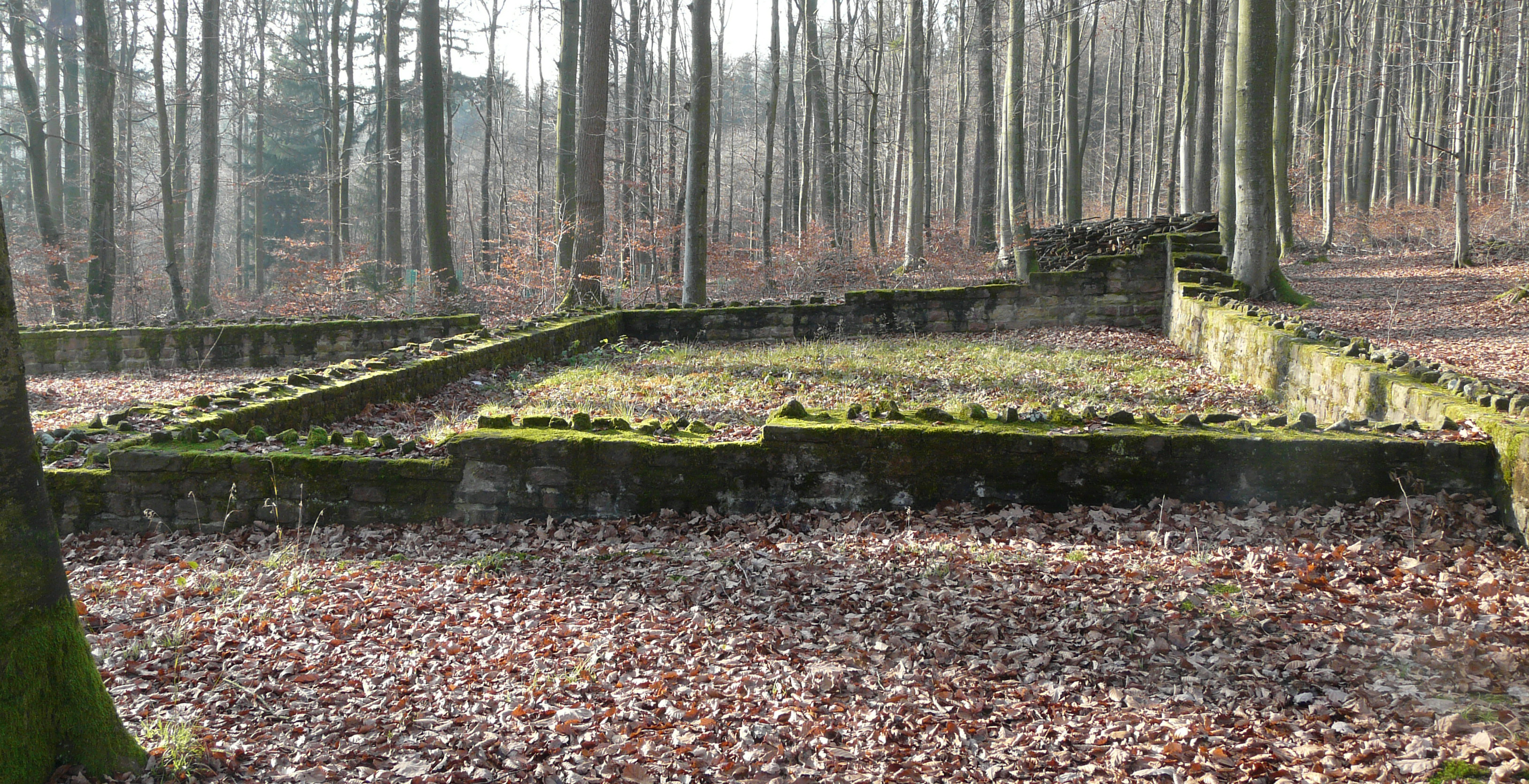
Mutmaßliche Remise in der Nordwestecke der Umfassungsmauer

Der Gutshof wurde von einer Umfassungsmauer von etwa 110/120 Metern Länge und 88 Metern Breite in Form eines leicht schiefwinkligen Rechtecks eingefasst und bedeckte somit in seiner Gesamtheit eine Fläche von annähernd einem Hektar. Die Fundamentbreite der Einfriedung betrug etwa 80 Zentimeter. Da nicht der gesamte Mauerverlauf archäologisch untersucht worden ist, können keine wirklich exakten Maße angegeben werden. Der Eingang in den umfriedeten Bereich befand sich wahrscheinlich an der Südseite. Hierfür sprechen eine rampenartige Erdaufschüttung unmittelbar an der Außenseite sowie zwei den vermuteten Eingangsbereich an der Innenseite der Mauer flankierende, größere Steinhaufen, die als Wirtschaftsgebäude gedeutet werden. Auch die Ausrichtung auf die Front des Hauptgebäudes lässt einen Durchlass gerade an dieser Stelle plausibel erscheinen.
Ein anderes, aus drei Räumen bestehendes Wirtschaftsgebäude wird von der Westmauer geschnitten und gehört somit einer älteren Bauphase an. Einer der drei Räume wird als mögliche Darre angesprochen. Ein weiteres Wirtschaftsgebäude schließlich – möglicherweise eine Remise – befand sich in der Nordwestecke der Umfassung.

### Hauptgebäude

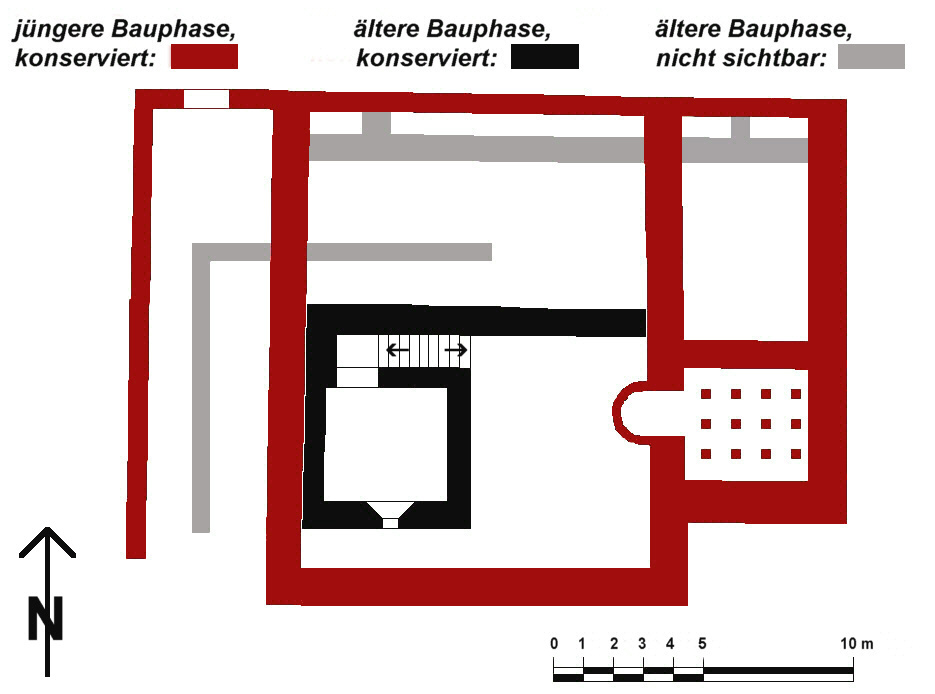
Grundriss des Hauptgebäudes

Das Hauptgebäude der Villa Rustica konnte bislang nicht vollständig archäologisch untersucht werden. Der ausgegrabene Bereich weist mindestens zwei Bauphasen, fünf gesicherte Räume und einige nicht vollständig geklärte Mauerzüge auf. Das Gebäude wurde von einer 280 Quadratmeter großen Mittelhalle beherrscht, deren Mauerstärke (Fundamentbreite 1,25 Meter) für eine wenigstens zweigeschossige Bauweise spricht. Im südlichen Teil der Mittelhalle führte eine Treppe in einen 3,15 Meter mal 4,15 Meter großen Keller, der einer früheren Bauphase zuzuweisen ist. Dafür spricht ein Kellerfenster mit Lichtschacht an der Südseite des Raums, das innerhalb der Halle keinen Sinn hätte. Die anderen drei Wände des Kellers sind mit jeweils einer Wandnische versehen. An der Oberkante der Kellerwände befinden sich große Aussparungen im Mauerwerk, die zur Aufnahme von Balken dienten, die einst die hölzerne Kellerdecke trugen. Im Bereich der Zugangstreppe befand sich vermutlich eine Falltür.

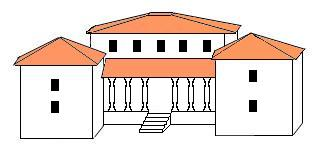
Schema einer typischen Portikusvilla mit Eckrisaliten

Östlich der Mittelhalle befindet sich eine Flucht aus zwei Räumen, deren kleinerer, südlich gelegener Raum mit einem Hypokaustum versehen ist. Der beheizte Estrichfußboden wurde von 56 Pfeilerchen getragen. Die Beheizung erfolgte von der Mittelhalle her über ein etwa 4 Quadratmeter großes, nach Westen hin in Form einer Apsis gerundetes Praefurnium (Feuerstelle), dessen Abwärme vermutlich auch die Halle selbst mit beheizte.
Westlich der zentralen Halle befindet sich ein langgestreckter Raum mit einer Eingangstür auf der Nordseite.
Der südliche Abschluss des Hauptgebäudes wurde bislang nicht untersucht. Vermutlich befindet sich hier die Vorderfront einer typischen Portikusvilla mit Eckrisaliten.

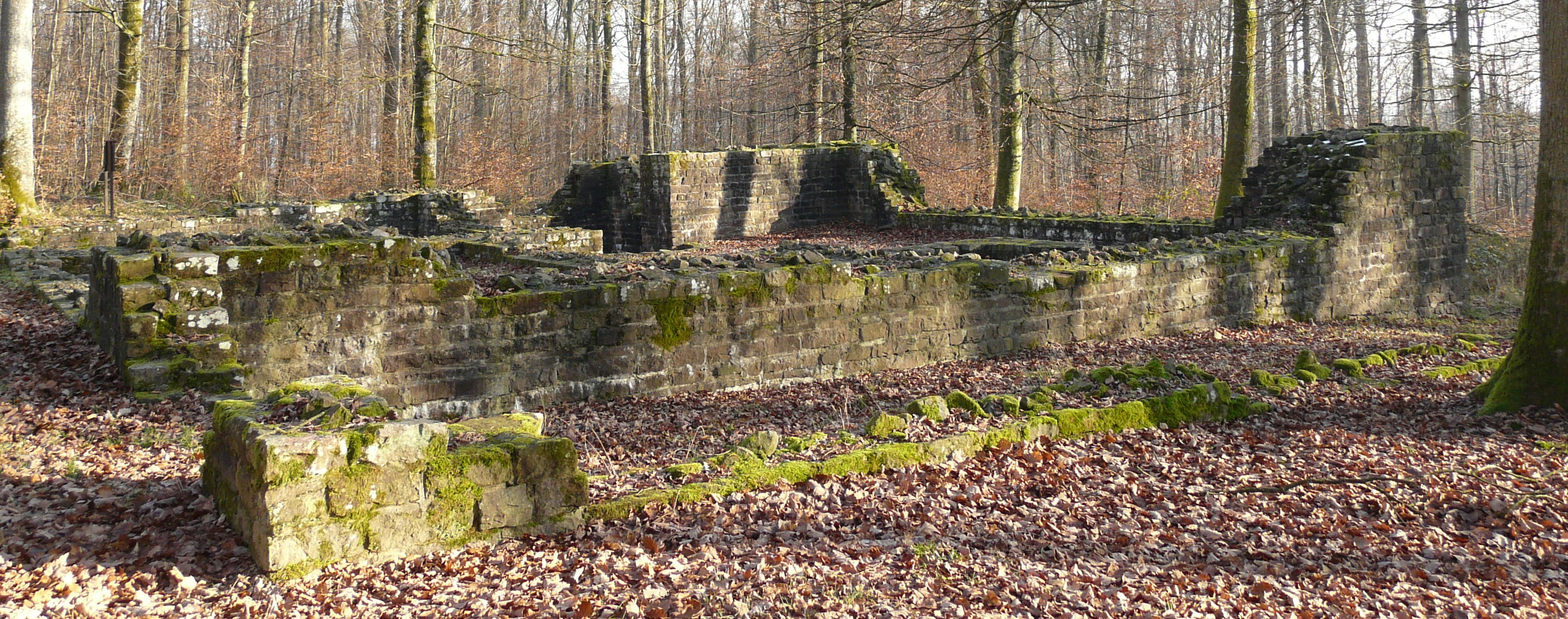
Hauptgebäude von Nordwesten aus
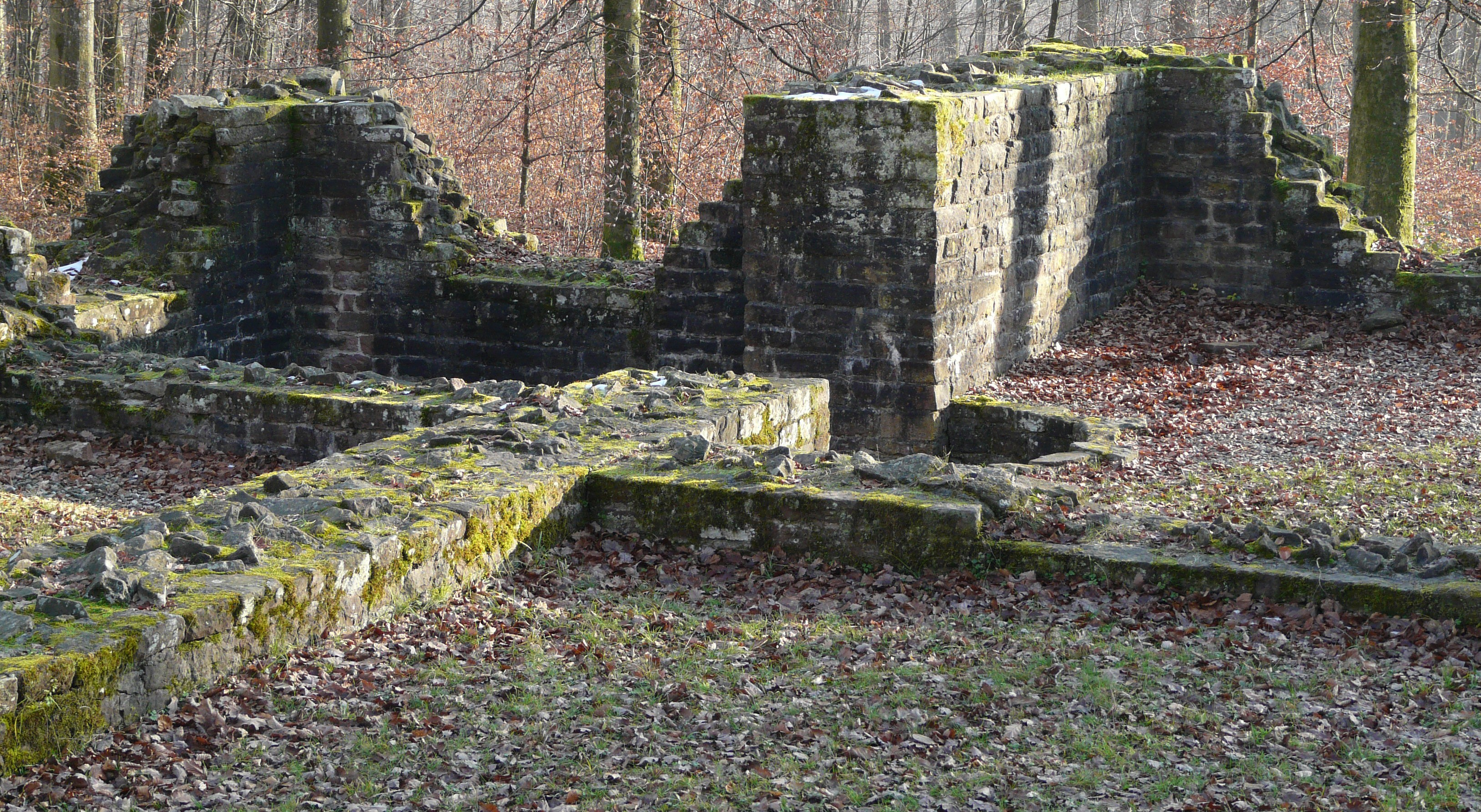
Hypokaustierter Raum des Hauptgebäudes (hinten links) mit dem Praefurnium (Bildmitte)
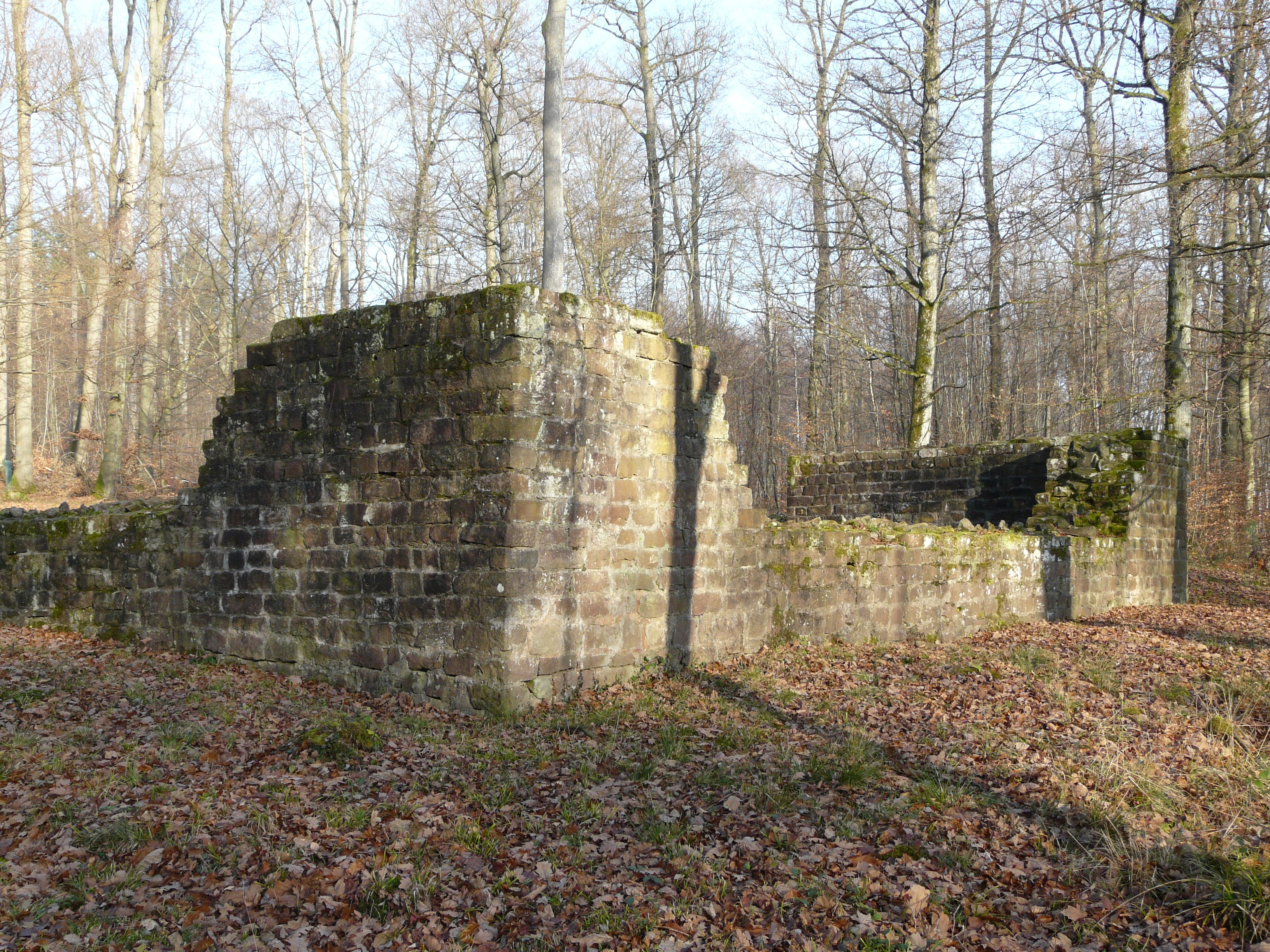
Hauptgebäude von Südwesten aus
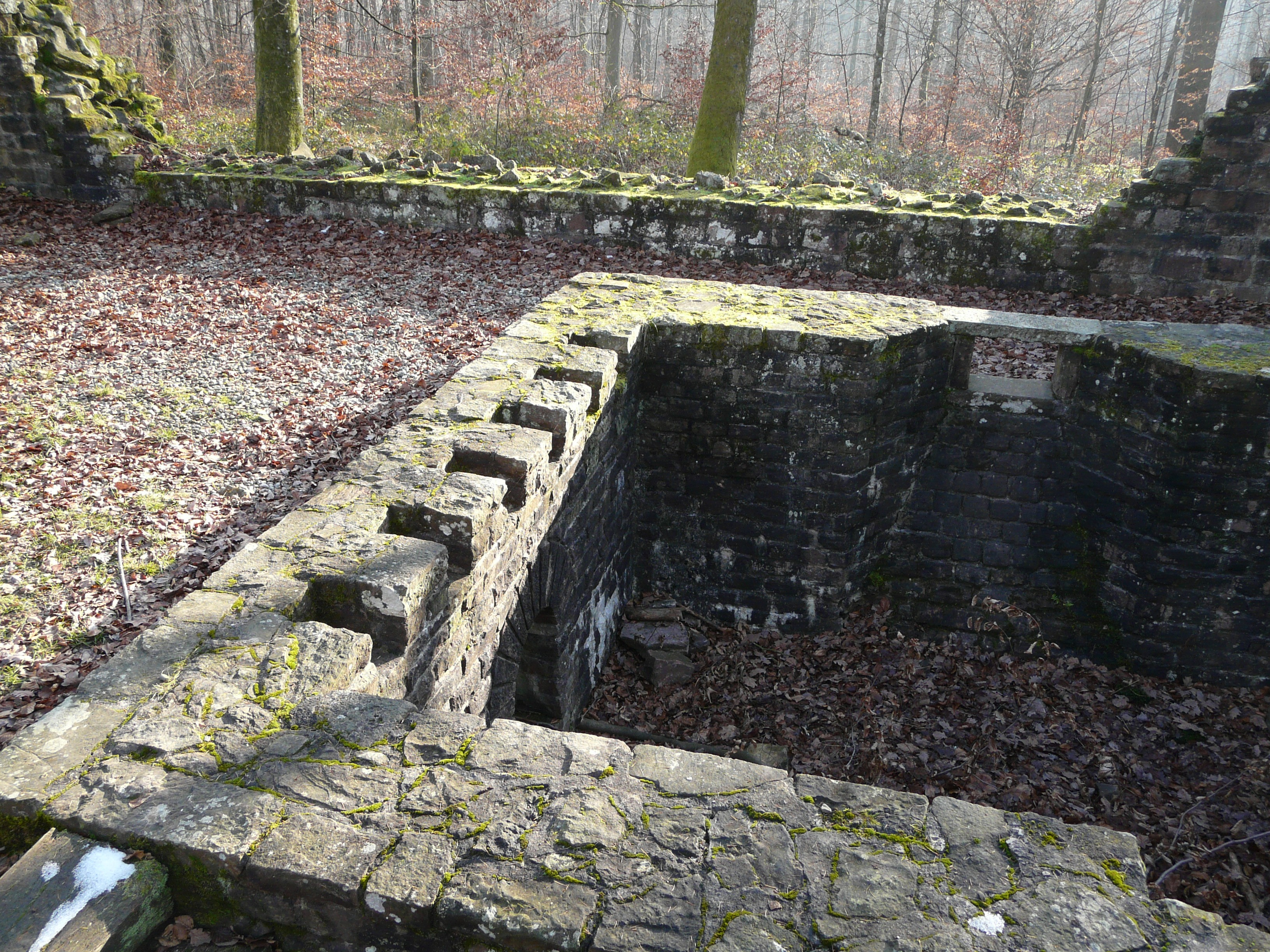
Keller der älteren Bauphase mit Mauerwerksaussparungen für die Balken der Decke
Anlage von Nordosten

### Datierung
Ausweislich des Fundmaterials wurde die Villa Rustica von Wiesenbach in der ersten Hälfte des zweiten nachchristlichen Jahrhunderts, wahrscheinlich um 130, erbaut. Sein Ende dürfte das Anwesen in der zweiten Hälfte des dritten Jahrhunderts, vermutlich in der Zeit der Alamanneneinfälle um 259/260, gefunden haben. Die verschiedenen Bauphasen lassen sich zeitlich nicht voneinander abgrenzen. Auch ist bislang nicht geklärt, ob es sich um zwei oder mehrere Phasen handelt.

## Befundsicherung, Fundverbleib und Denkmalschutz
Die Umfassungsmauern wurden im westlichen Bereich des Anwesens in weiten Teilen konserviert. Die östlichen Abschnitte der Mauer sind durch entsprechende Geländeverformungen gut im Gelände nachzuverfolgen. Von den Wirtschaftsgebäuden sind die vollständigen Grundmauern der Remise im Nordwesten des Gutshofes erhalten. Die Grundmauern des Hauptgebäudes wurden – soweit das Bauwerk archäologisch erfasst worden ist – ebenfalls konserviert sowie teilweise rekonstruiert. Insbesondere der Kellerraum mit seinen besonderen architektonischen Merkmalen wurde nahezu vollständig wiederhergestellt. Durch den Umstand, dass die Mauerzüge zweier verschiedener Bauphasen restauriert wurden, ist es auf den ersten Blick für das ungeübte Auge nicht gerade einfach, die Struktur des Bauwerks zu erfassen.
Knapp zwei Kilometer südlich der Villa, im Ortskern von Wiesenbach, wurden 1970 die Mauerzüge einer weiteren Villa Rustica entdeckt, die jedoch von der zuständigen amtlichen Denkmalpflege nicht intensiver untersucht werden konnte. Wenigstens gelang es, die freigelegte Mauer zu konservieren, so dass sie im Wiesenbacher Ortsbild sichtbar ist.
Die Funde aus den Grabungen befinden sich im Kurpfälzischen Museum Heidelberg und im Heimatmuseum Wiesenbach.
Die Villa Rustica und die erwähnten Bodendenkmale sind geschützt als Kulturdenkmale nach dem Denkmalschutzgesetz des Landes Baden-Württemberg (DSchG). Nachforschungen und gezieltes Sammeln von Funden sind genehmigungspflichtig, Zufallsfunde an die Denkmalbehörden zu melden.